# Cerylon conditum
Cerylon conditum is een keversoort uit de familie dwerghoutkevers (Cerylonidae). De wetenschappelijke naam van de soort werd in 1975 gepubliceerd door John F. Lawrence & Stephan.